# المجموعة الفردانية M
المجموعة الفردانية M، أو M-P256 أو السُّلالة M وتُعرف سابقًا بالمجموعة الفردانية K2b1b هي مجموعة فردانيَّة بشريَّة ذكوريَّة متحدرة من المجموعة الفردانية K2b1، ويُعتقد أنها ظهرت لأول مرة منذ ما بين 32 إلى 47 ألف سنة مضت.
تُعتبر السُّلالة M المجموعة الفردانية الأكثر شيوعًا في بابوا الغربية وغرب بابوا غينيا الجديدة. كما أنها وجدت في الأجزاء المجاورة من ميلانيزيا وإندونيسيا وبين السكان الأصليين الأستراليين.

## التوزيع

### M* (M-P256)
تم العثور على مجموعة المظلات M-P256* في حالات قليلة في غينيا الجديدة (6.3%)، وفلوريس الإندونيسيَّة (2.5%).

### M1 (M-M4)
توجد السُّلالة الفرعيَّة M1 بشكل متكرر في غينيا الجديدة وميلانيزيا، مع توزيع معتدل في الأجزاء المجاورة من إندونيسيا وميكرونيزيا وبولينيزيا.